# Parc Zoològic de Barcelona
Het Parc Zoològic de Barcelona is een dierentuin in de Spaanse stad Barcelona. Het Parc Zoològic is 13 hectare groot. De collectie omvat 7500 dieren.
Parc Zoològic de Barcelona staat bekend om de grote collectie primaten, waaronder de Borneose orang-oetan, verschillende soorten klauwapen, meerkatten en bavianen (onder andere de dril). Daarnaast heeft deze dierentuin een dolfinarium met tuimelaardolfijnen. De enig bekende albino gorilla, Sneeuwvlokje (Copito de Nieve/Floquet de Neu) genaamd, en tevens de mascotte van Barcelona trok duizenden bezoekers. Hij stierf in november 2003 aan de gevolgen van huidkanker.
Andere bijzondere dieren in Parc Zoològic de Barcelona zijn de Iberische wolf, de Angolese leeuw en de dorcasgazelle. Verder heeft deze dierentuin een grote collectie vogels en reptielen, waaronder vooral veel krokodilsoorten, uit alle delen van de wereld.
Naast exotische dieren heeft Parc Zoològic de Barcelona ook inheemse fauna, waaronder roofvogels, de Iberische steenbok en de eerder genoemde Iberische wolf. In het Doñana-vogelcentrum worden inheemse watervogels gefokt om ze later uit te zetten in beschermde gebieden in Catalonië en andere delen van Spanje zoals de Doñana. Het park neemt daarnaast deel aan meerdere internationale fokprogramma's en coördineert en beheert de EEP-stamboeken voor de Iberische wolf, de berberaap, de roodkopmangabey, de witkruinmangabey, de fazantduif en de salamandersoort Calotriton arnoldi.
De zoo opende voor het eerst zijn deuren in september 1892 op de dag waarop de patroonheilige van de stad, Mare de Déu de la Mercè gevierd wordt. Het werd neergezet op de plaats die vrijgekomen was na de Wereldtentoonstelling van 1888 in het Parc de la Ciutadella.

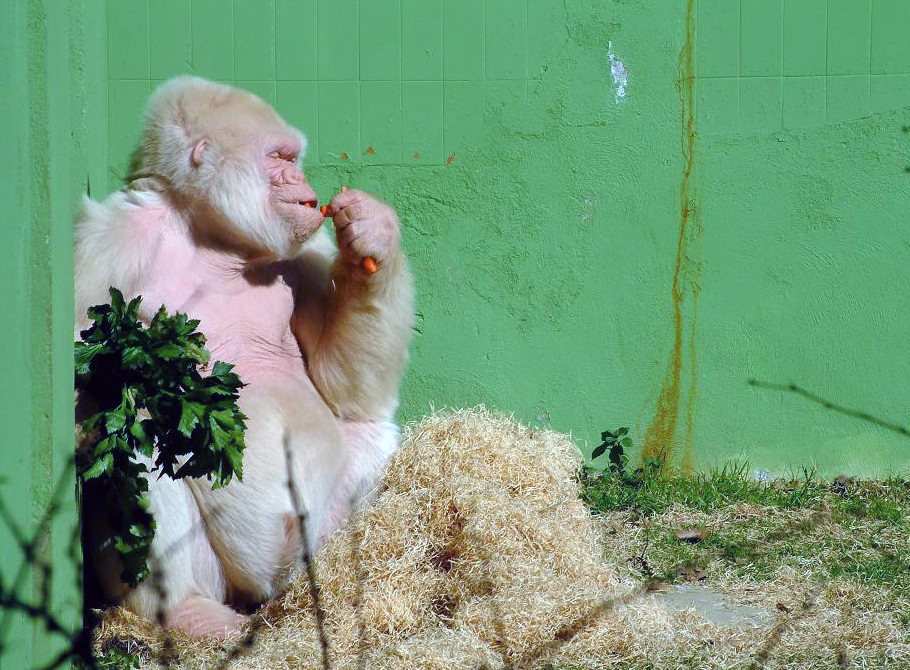
Floquet de Neu
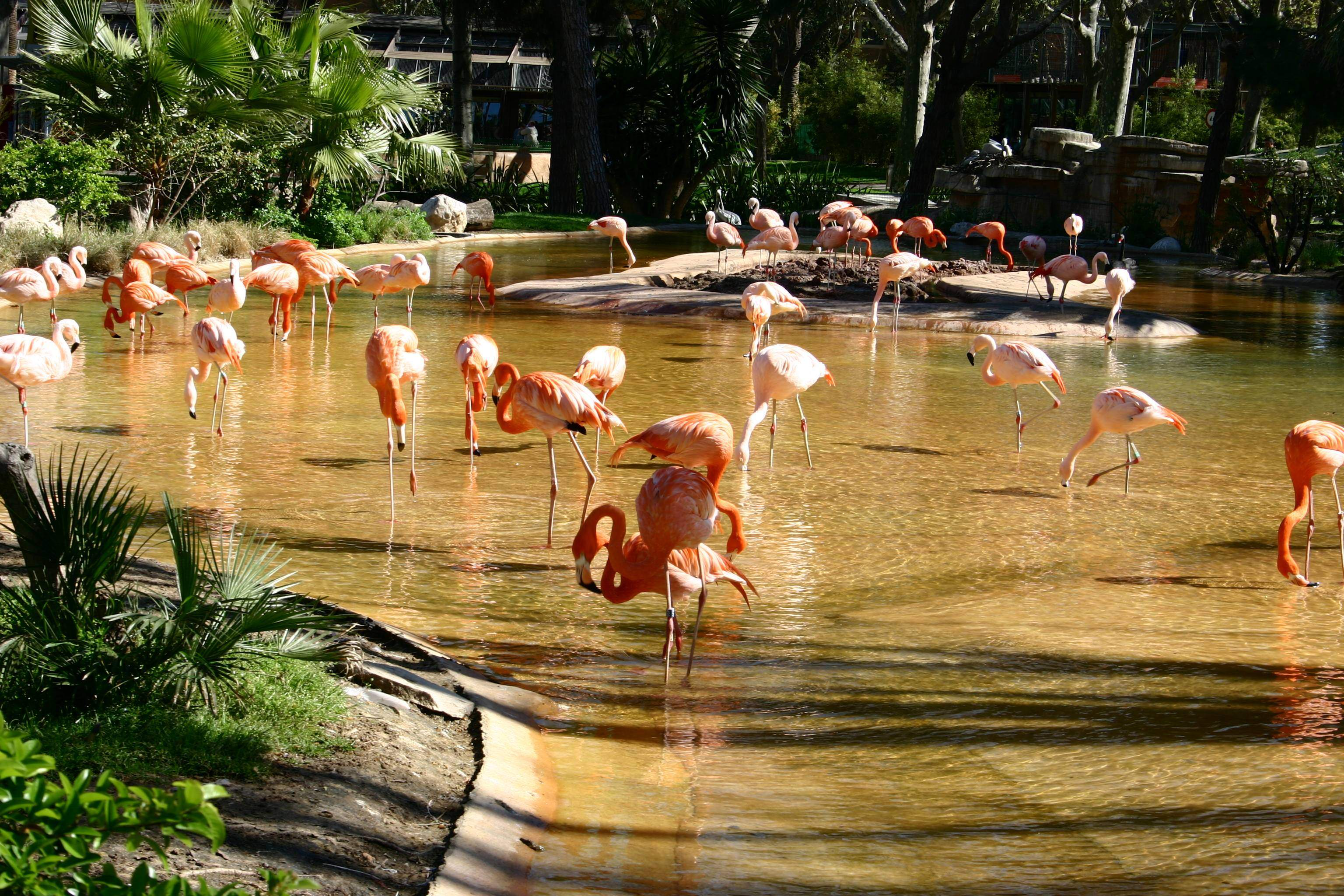
Rode flamingo's
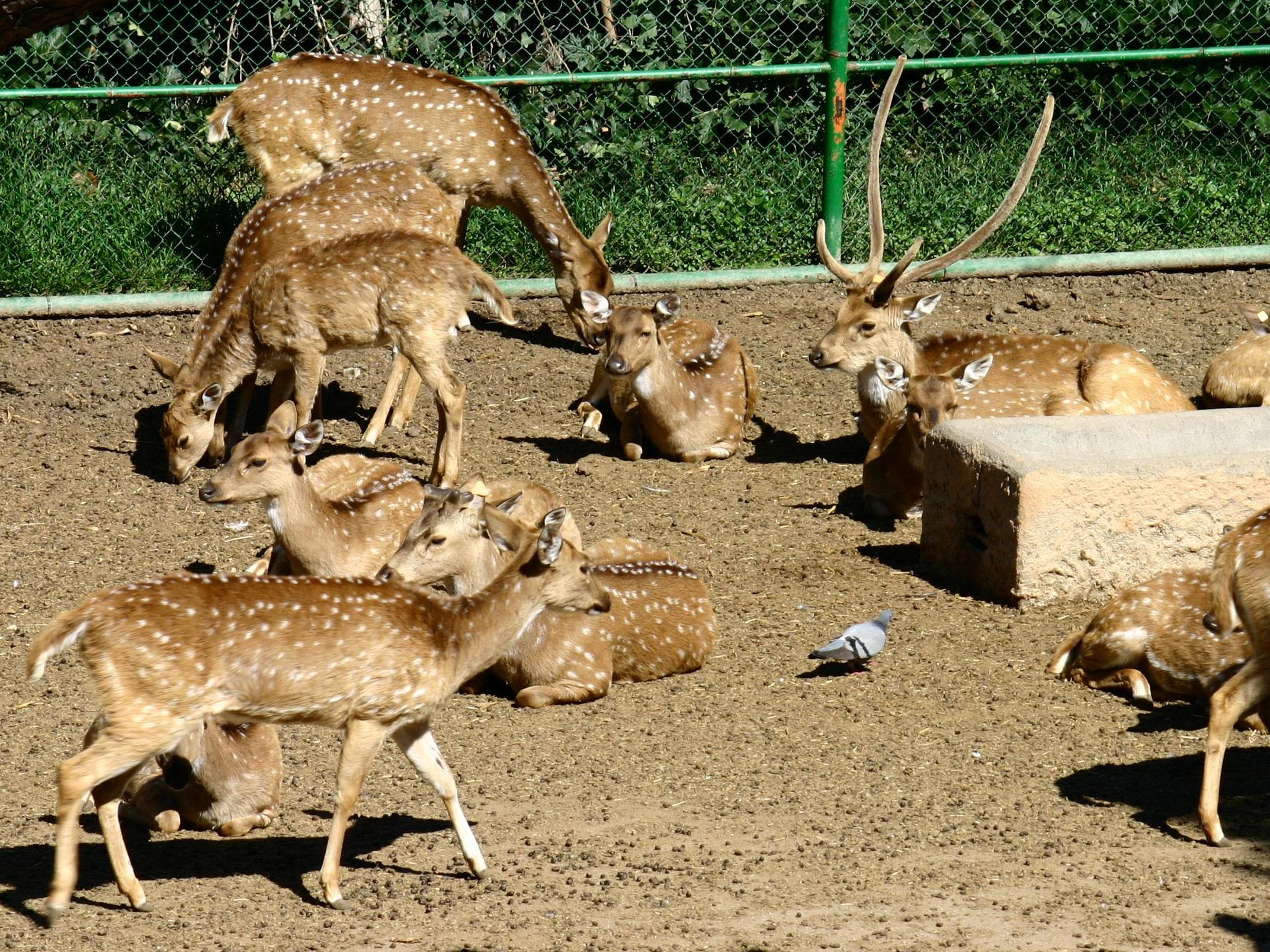
Axisherten